# Sans droit au courrier
Sans droit au courrier (russe : Без права переписки, Bez prava perepiski), БПП en abrégé sur les documents officiels, était une aggravation d'une sentence prononcée contre un prisonnier politique en URSS sous le règne de  Joseph Staline. 
Pendant les Grandes Purges en particulier, la sentence prononcée par les tribunaux d'exception était : « 10 ans de camp de travail (goulag), sans droit au courrier ». Cette formule était utilisée pour aviser la famille du condamné, alors que les comptes-rendus du jugement portaient en note : « peine de 2e catégorie », ou bien « la peine la plus grave : fusillé. »,
Nombreux furent ceux qui ne comprirent pas l'euphémisme bureaucratique et le prirent au pied de la lettre (ou voulurent garder espoir à tout prix) et continuèrent à croire que leur disparu était encore vivant.
Comme Alexandre Soljenitsyne l'écrit dans L'Archipel du Goulag :

« Sans droit de correspondre » et cela signifie : « pour toujours » - « Pas droit au courrier » et cela signifie presque à coup sûr : « a été fusillé. »

Selon l'article de WP ru Без права переписки, cette façon d'agir (destinée à masquer l'ampleur du massacre, et généralisée par ordre du NKVD no 00515 en 1939) a créé dans la population un profond malaise, et a renforcé et généralisé l'incrédulité des masses vis-à-vis des formules ou communiqués utilisés par les classes dirigeantes.

## Les cas connus
Ce sont ceux de disparus célèbres, qui avaient une famille ayant gardé quelque influence :
- Matveï Petrovitch Bronstein, physicien, tué en 1937. Sa femme, l'écrivaine et militante Lydia Tchoukovskaïa, fut avisée : «Десять лет без права переписки». Son beau-père, le célèbre écrivain Korneï Tchoukovski réussit, après 2 ans de démarches, à obtenir une audience de Vassili Ulrich, le président de la section militaire de la Cour Suprême de l'URSS, qui lui dit simplement que son gendre était décédé. Lydia Tchoukovskaïa n'avait pas perdu tout espoir en 1940, mais elle rencontra Sergo Goglidzé, le chef du NKVD pour la région de Leningrad, qui lui confirma que son mari était mort[4].
- Mikhaïl Koltsov, célèbre écrivain et journaliste, tué probablement en février 1940. Son frère  Boris Efimov, célèbre illustrateur, obtint à grand peine le droit de rencontrer  Vassili Ulrich, le président de la section militaire de la Cour Suprême de l'URSS, et le juge suprême lui dit que Koltsov « avait été condamné à 10 ans de camp de travail, sans droit au courrier »[5].

## Sources
- (en) Cet article est partiellement ou en totalité issu de l’article de Wikipédia en anglais intitulé « Without the right of correspondence » (voir la liste des auteurs).

- (ru) Cet article est partiellement ou en totalité issu de l’article de Wikipédia en russe intitulé « Десять лет без права переписки » (voir la liste des auteurs).